# Parti allemand des Sudètes
Pour les articles homonymes, voir Parti allemand (homonymie).
Le Parti allemand des Sudètes (en allemand : Sudetendeutsche Partei, SdP ; en tchèque : Sudetoněmecká strana) était un parti politique des Allemands des Sudètes sous la République tchécoslovaque, fondé par Konrad Henlein le 1er octobre 1933 sous le nom de Front patriotique des Allemands des Sudètes (Sudetendeutsche Heimatfront), après la dissolution de deux autres partis nationalistes allemands. Le parti fut forcé par le gouvernement tchécoslovaque d'abandonner le terme « Front » pour pouvoir participer aux élections législatives de 1935, le changement de nom fut officialisé le 19 avril 1935. Au cours des dernières années de la Première République, le SdP fut développé avec le soutien massif de l'Allemagne nazie et fut intégré dans le parti national-socialiste après les accords de Munich et l'annexion de la région des Sudètes par le Troisième Reich en 1938. 

## Historique
Depuis la dissolution de l'Autriche-Hongrie après la Première Guerre mondiale en 1918 jusqu'en 1933, deux partis ont représenté les courants nationalistes allemands établis dans les régions historiques de Bohême, de Moravie et de la Silésie tchèque : les conservateurs du Parti national allemand (Deutsche Nationalpartei, DNP) et les radicaux du Parti allemand national-socialiste des travailleurs (Deutschen Nationalsozialistischen Arbeiterpartei, DNSAP), qui existaient tous deux déjà sous l'empire austro-hongrois. Ils ne représentaient qu'environ 20 % des élus allemands dans les chambres des députés élues en 1920 et 1929, et environ 30 % dans celle élue en 1925 (voir tableau). Le 21 octobre 1933, ces deux partis furent interdits et dissous par le gouvernement tchécoslovaque. Le DNSAP s'était en fait déjà autodissous depuis peu, et une partie de ses dirigeants s'étaient enfuis en Allemagne. 
Le 1er octobre 1933, les membres des partis illegalisés avaient mis sur pied dans la ville d'Eger une organisation  repreneuse commune, le Front patriotique des Allemands des Sudètes, dont le leader était Konrad Henlein (1898-1945), un professeur de gymnastique de père allemand et de mère tchèque. Officiellement, Henlein souligna « la vision chrétienne et allemande  » du parti, de même que l'enracinement dans la République tchécoslovaque et son système démocratique. Les deux courants, l'un dans la tradition de la monarchie de Habsbourg et basé sur les idées d'Othmar Spann, l'autre inspiré du pangermanisme, de l'antisémitisme et du racisme en lien étroit avec le parti nazi d'Allemagne, sont bientôt entrés en conflit. Au début, Henlein lui-même resta à l'écart du nazisme tendant vers un rattachement à la République d'Autriche. Néanmoins, la campagne électorale à venir a été financée notamment par l'Association pour le germanisme à l'étranger .
Alors qu'il ne comptait encore que 10 000 membres à sa fondation en 1933, le parti en comptait 400 000 en 1935. La question juridique de la participation de ce « Front » se posa jusqu'à la veille des élections du 19 mai 1935, quand les autorités tchécoslovaques décidèrent de ne l'autoriser qu'à la condition de modifier sa dénomination, le terme étant considéré comme inacceptable dans un régime démocratique pour une organisation politique participant à des élections. Lors des scrutins, le SdP obtint 44 sièges  sur un total de 300, ce qui en faisait en nombre de sièges le deuxième parti du parlement tchécoslovaque, après les agrariens tchèques, 45 sièges, mais le premier en nombre de votes, 1 256 010 contre 1 174 426. L'ensemble des autres partis allemands ou magyaro-allemands obtinrent 31 sièges (voir tableau), mais il convient de rappeler que le Parti communiste tchécoslovaque de Klement Gottwald (848 822 voix et 30 députés), seul parti multinational de l'époque, attirait également un certain nombre d'électeurs allemands, peut-être 100 000.

## Sources
1. 1 2  Katrin Bock, Die Parlamentswahlen von 1935, Radio Prag - Kapitel aus der tschechischen Geschichte, 13 mai 2000

## Partis similaires
- Heimattreue Front, dans les Cantons de l'Est (Belgique)
- Jungdeutsche Partei in Polen, chez les Allemands de Pologne